# ジョージ・クルーニー
ジョージ・ティモシー・クルーニー（George Timothy Clooney, 1961年5月6日 - ）は、アメリカ合衆国の俳優、映画監督、脚本家、映画プロデューサーである。俳優として4回、監督として1回、脚本家として2回、製作として1回アカデミー賞にノミネートされ、アカデミー助演男優賞、アカデミー作品賞、ヴェネツィア国際映画祭脚本賞などを受賞している。また政治的活動を熱心に行っており、2008年1月31日より国連ピース・メッセンジャーを務めている。

## 概要
1978年にテレビドラマで俳優デビューを果たす。1994年から1999年までは医療ドラマ『ER緊急救命室』で主要キャラクターのダグ・ロス医師役でレギュラー出演し、知名度を上げ、エミー賞にも2度ノミネートされた。『ER』の頃から映画の出演も増え、スーパーヒーロー映画『バットマン & ロビン Mr.フリーズの逆襲』（1997年）、スティーヴン・ソダーバーグ監督の『アウト・オブ・サイト』（1998年）、湾岸戦争を背景とした『スリー・キングス』（1999年）などで様々な役柄を演じた。2001年には再びソダーバーグ監督と組んだ『オーシャンズ11』で商業的に成功を収める。翌2002年には伝記映画『コンフェッション』で監督デビューを果たし、以後、『グッドナイト&グッドラック』（2005年）、『かけひきは、恋のはじまり』（2008年）、『スーパー・チューズデー 〜正義を売った日〜』（2011年）を手がけた。アカデミー賞は『シリアナ』で助演男優賞を受賞し、『フィクサー』（2007年）、『マイレージ、マイライフ』（2009年）、『ファミリー・ツリー』（2011年）で主演男優賞にノミネートされている。またプロデューサーとしては『アルゴ』（2012年）でアカデミー作品賞を受賞している。
人道的活動では、ダルフール紛争解決に熱心である。また、2010年のハイチ地震、2004年のスマトラ沖地震、アメリカ同時多発テロ事件の被害者への寄付金を募った。さらに『Sand and Sorrow』などのドキュメンタリーも製作している。外交問題評議会の会員でもある。
NFLシンシナティ・ベンガルズの熱心なファンとして知られる。

## 生い立ち
ケンタッキー州レキシントンで生まれる。父のニック・クルーニーは映画評論家兼ニュースキャスターである。クルーニーの祖先にはアイルランド系、ドイツ系、イングランド系が含まれている。父方の曾々祖父母はアイルランドから米国に移住した。また母方の曾々々々祖母は、エイブラハム・リンカーンの母親であるナンシー・ハンクスと異父姉妹であった。義叔父は俳優でアカデミー主演男優賞受賞者のホセ・フェラー、伯母は歌手のローズマリー・クルーニーである。
クルーニーは厳格なローマ・カトリックに育てられた。フォートミッチェルのブレスド・サクラメント・スクールで就学を始めた。子供時代の一部はオハイオ州で過ごし、コロンバスの聖ミカエル学校とメイソンの聖スザンナ学校に通った。中学時代にクルーニーはベル麻痺を患っていた。2003年にクルーニーは『デイリー・ミラー』に「それは私の人生の中で最悪の時間だった」と語った。「あなたは残酷な子供たちがどれだけ残酷か知っているだろう。私は嘲られ、なじられたが、この経験は私をより強くした」。
高校時代は「A（優）」か「B（良）」しかなかったと自身で語っている。またバスケットと野球に打ち込み、野球選手になることを夢見て、1977年にメジャーリーグのシンシナティ・レッズのトライアウト（新人テスト）を受けるが、一次選考を通らずに不合格となり諦めた。1979年から1981年までノーザンケンタッキー大学に、シンシナティ大学にわずかな期間在籍したが、どちらも卒業していない。その後紳士服のセールスやタバコのカッティングなどの仕事をしていた。

## キャリア

### 初期の作品: 1978年 - 93年
1978年にテレビシリーズ『遥かなる西部』にエキストラ出演して演技キャリアが始まった。初めて主要な役割を務めたのは1984年の『E/R』（『ER緊急救命室』とは異なる）であったが、同番組は短命に終わった。その後『The Facts of Life』、『Roseanne』、『Baby Talk』、『Bodies of Evidence』、『Sisters』に複数回出演し、また1987年には『The Golden Girls』にゲスト出演した。1988年には映画『リターン・オブ・ザ・キラー・トマト』に出演した。
俳優として最初に出演料を受け取った仕事は、1983年に出演した、パイオニアの車載トランシーバーの日本向けCMであった。本人は見ていないという。

### ブレイク: 1994年 - 99年
32歳のとき、NBCのテレビドラマ『ER緊急救命室』のオーディションを受ける。これで芽が出なければケンタッキーへ戻ろうと決めており、ズボンのポケットにケンタッキー行きの長距離バスのチケットを忍ばせていた。合格したクルーニーはダグ・ロス医師役を務め、アンソニー・エドワーズ、ジュリアナ・マルグリーズ、ノア・ワイリーらと共演した。クルーニーは同番組に第1シーズンから第5シーズン（1994年 - 1999年）までレギュラー出演した。2000年に第6シーズンでも1話のみカメオ出演し、そして2009年に最終第15シーズン第19話で9年ぶりのゲスト出演を果たした。クルーニーはこの番組での演技により1995年と1996年にエミー賞のドラマシリーズ主演男優賞にノミネートされた。またゴールデングローブ賞のテレビシリーズ主演男優賞（ドラマ部門）には1995年から1997年まで3年連続でノミネートされた。
『ER緊急救命室』と同時期には映画出演も本格化した。ロバート・ロドリゲス監督の『フロム・ダスク・ティル・ドーン』（1996年）はクルーニーにとって初めてのメジャーなハリウッド作品出演であった。続いてミシェル・ファイファーと共演した『素晴らしき日』（1996年）、ニコール・キッドマンと共演した『ピースメーカー』（1997年）が成功した。さらにジョエル・シュマッカー監督の『バットマン & ロビン Mr.フリーズの逆襲』（1997年）ではバットマン役を務めるが、批評家には酷評され、クルーニー自身も後に「あの映画はお気づきのように全然上手くいかなかった」と振り返っている。1998年にはジェニファー・ロペスと『アウト・オブ・サイト』で共演し、以後スティーヴン・ソダーバーグ監督とコラボレーションするようになった。

### 成功後: 2000年 - 現在

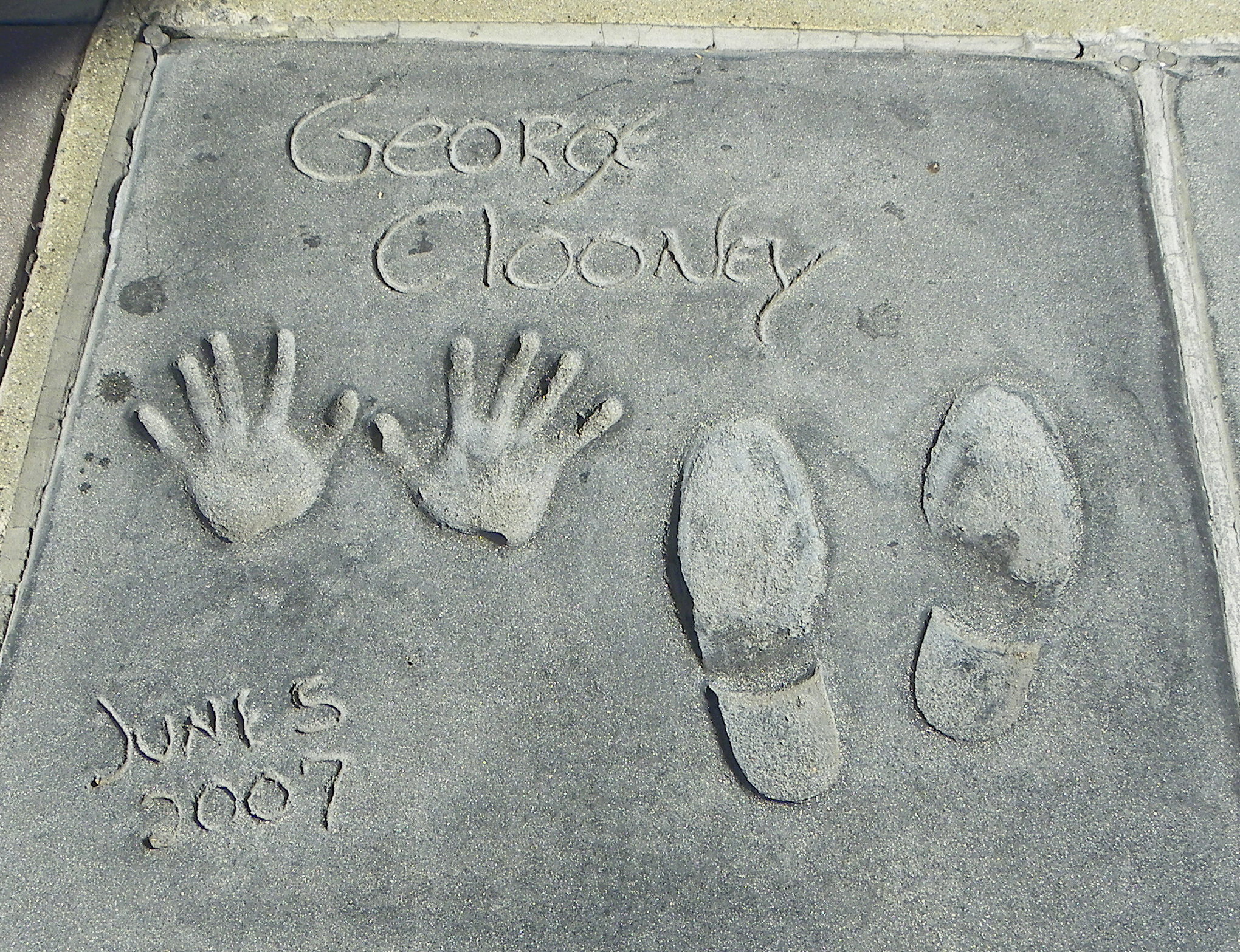
ジョージ・クルーニーは2007年にグローマンズ・チャイニーズ・シアターに手形と足跡を残した。

『ER緊急救命室』のレギュラー出演を終えた後、クルーニーの出演映画『パーフェクト ストーム』（2000年）、『オー・ブラザー!』（2000年）が商業的に成功し、『オー・ブラザー!』ではゴールデングローブ賞 主演男優賞 (ミュージカル・コメディ部門)を受賞した。2001年には『オーシャンと十一人の仲間』（1960年）をリメイクした『オーシャンズ11』で再びソダーバーグと組んだ。同作の興行収入は全世界で4億5000万ドルに達し、2012年まででクルーニーの出演作で最大のヒット作となっている。クルーニーは続編の『オーシャンズ12』（2004年）、『オーシャンズ13』（2007年）でも主演を務めた。
2001年、クルーニーとソダーバーグはグラント・ヘスロヴと共にセクション・エイト・プロダクションズを設立した。2002年にはチャック・バリスの自伝を原作とした『コンフェッション』で監督デビューを果たした。興行的には成功しなかったが、批評家には高評価された。
2005年、クルーニーは元中央情報局職員のロバート・ベアの回顧録に基づく映画『シリアナ』に主演した。撮影中にクルーニーは事故に遭い、脊髄損傷を起こした。また同年にはジョセフ・マッカーシーと論争を巻き起こした1950年代のテレビジャーナリストのエドワード・R・マローを描く『グッドナイト&グッドラック』を監督、脚本、出演した。クルーニーは『グッドナイト&グッドラック』により第78回アカデミー賞の監督賞と脚本賞、『シリアナ』により助演男優賞にノミネートされ、助演男優賞の受賞を果たした。『グッドナイト&グッドラック』の報酬は3ドルであった（監督1ドル、脚本1ドル、出演1ドル）。

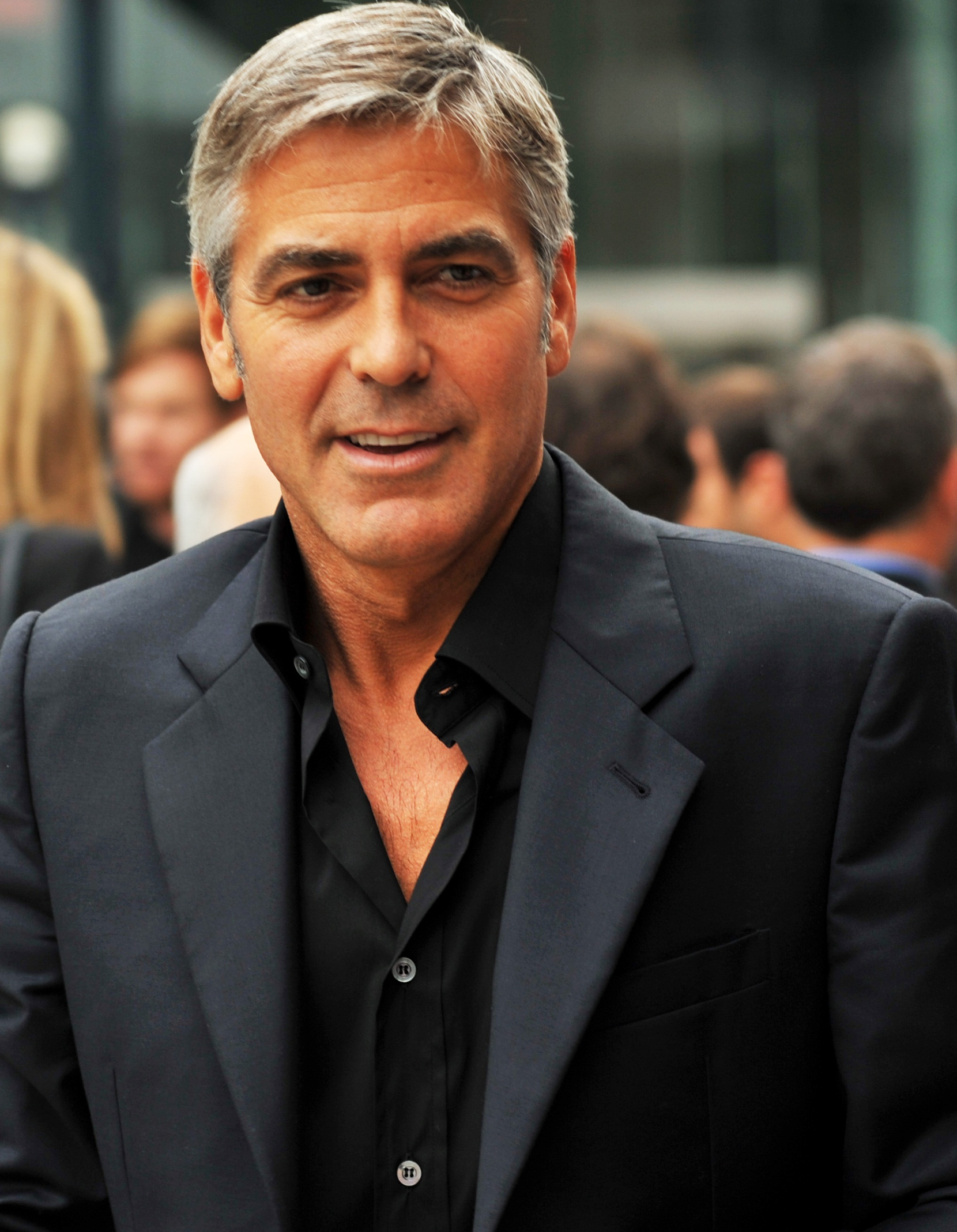
2009年のトロント国際映画祭での『ヤギと男と男と壁と』のプレミアにて。

2006年にクルーニーはソダーバーグが監督したフィルム・ノワール『さらば、ベルリン』に出演した。同年8月、クルーニーとヘズロウは新たにスモークハウス・ピクチャーズを設立した。10月にクルーニーはエンターテインメント業界への貢献者に贈られるAmerican Cinematheque Awardを受賞した。
2008年1月22日、クルーニーは『フィクサー』（2007年）により第80回アカデミー賞で主演男優賞にノミネートされた。
2008年4月には監督3作目『かけひきは、恋のはじまり』が公開された。それと同時期に『バラエティ』誌はクルーニーが同映画の脚本執筆において「2場面を除く全て」で貢献したにもかかわらず脚本家としてクレジットされなかったことを巡って全米脚本家組合と対立していることを報じた。最終的にクルーニーの訴えは通らず、彼は組合を脱退した。
2009年11月、ユアン・マクレガーとケヴィン・スペイシーと共演し、ヘズロウが監督した『ヤギと男と男と壁と』が公開された。また同時期にはクルーニーが声優を務めたウェス・アンダーソン監督のアニメーション映画『ファンタスティック Mr.FOX』が公開された。さらに同年12月、クルーニーの主演作でジェイソン・ライトマン監督作である『マイレージ、マイライフ』が公開された。クルーニーはこれにより第82回アカデミー賞で主演男優賞にノミネートされた。
2011年、クルーニーはクリエイティヴ・アーティスツ・エージェンシーの共同経営者であるウライアン・ロードと契約した。同年にはアレクサンダー・ペイン監督の『ファミリー・ツリー』にマット・キング役で主演した。クルーニーは同作により第69回ゴールデングローブ賞主演男優賞（ドラマ部門）を受賞し、第84回アカデミー賞で3度目となる主演男優賞候補となった。また同年には出演の他に監督・製作・脚本を兼任した『スーパー・チューズデー 〜正義を売った日〜』も公開され、こちらではアカデミー脚色賞にノミネートされた。
2012年にはベン・アフレック監督の『アルゴ』を製作し、アフレック、ヘズロウと共に第85回アカデミー賞作品賞を受賞した。

## 政治的言動
ゲイの権利を支持している。

### 民主党
民主党の支持者としても知られており、2008年と2012年アメリカ合衆国大統領選挙ではバラク・オバマのキャンペーンに協力した。
2024年のアメリカ合衆国大統領選挙に出馬を予定していたジョー・バイデンに対しても当初は支持を表明し、同年6月には大規模な資金援助パーティーの主催者の一人に名を連ねていたが、ここでバイデンがクルーニーを認識できていないかのように振る舞ったことにクルーニーは衝撃を受け、また6月28日に行われた大統領選挙討論会においてバイデンは明らかに精彩を欠いた。にもかかわらずバイデンが7月8日に選挙戦継続を主張する書簡を発表したことにさらに衝撃を受けたという。こうした経緯もあり、クルーニーは7月10日付のニューヨーク・タイムズに掲載された寄稿文の中でバイデンに対し、年齢を理由として出馬を取りやめるように促した。
その後バイデンは選挙戦からの撤退を表明し、クルーニーは7月23日にカマラ・ハリス副大統領の支持を表明した。このことは映画業界におけるハリス支持の機運を高める効果があったものの、結局はトランプが大統領選挙を制した。その理由としてクルーニーは、政策の不人気ではなく、メッセージの伝え方が効果的でなかったことが原因であると見解を述べている。

### 人道的活動

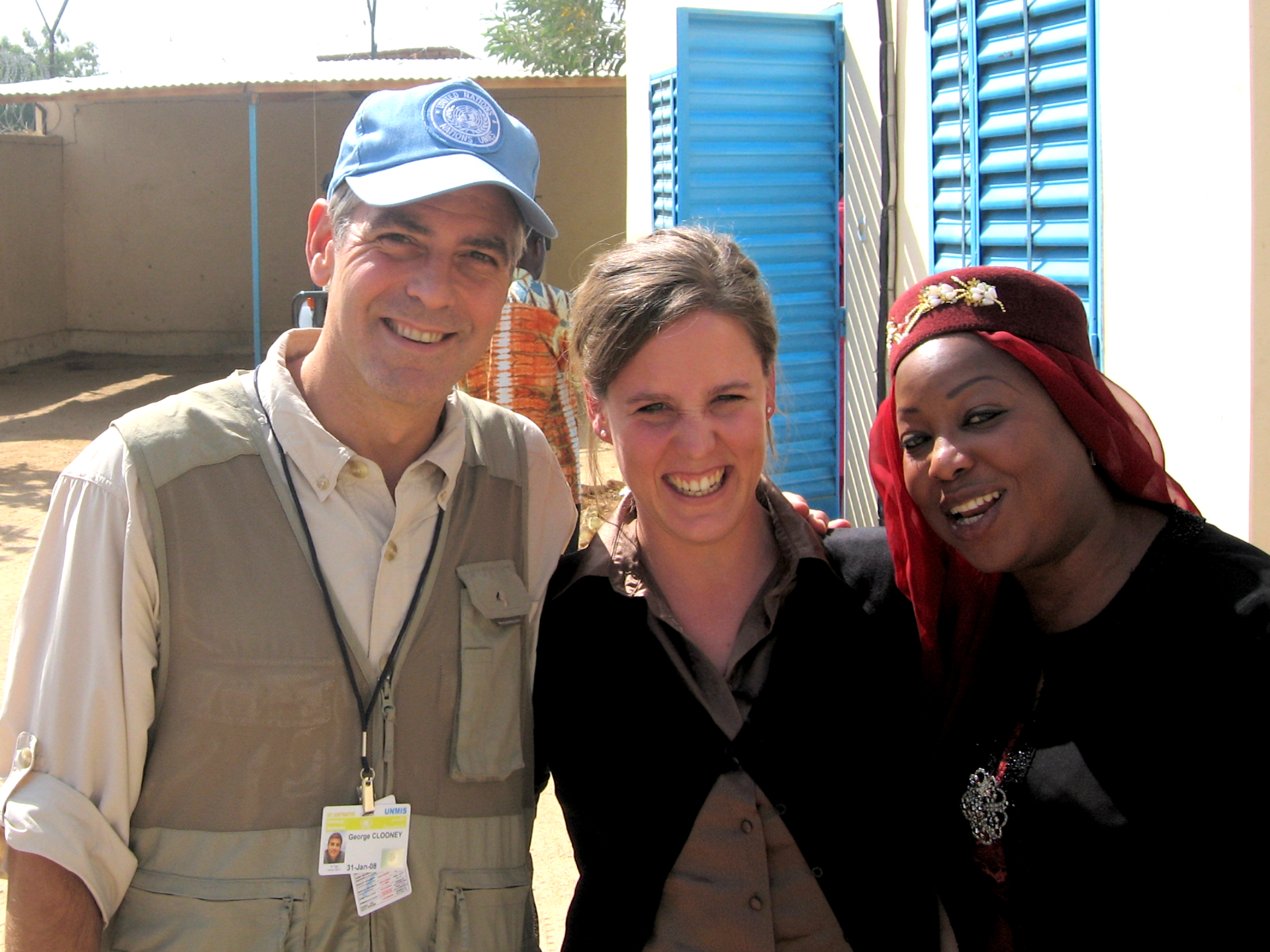
アベシェにて（2008年1月）。

クルーニーはブラッド・ピット、マット・デイモン、ドン・チードル、デヴィッド・プレスマン、ジェリー・ワイントローブと共に大量虐殺を阻止するためのチャリティー団体であるNot On Our Watch Projectに参加している。
2009年2月、クルーニーは『ニューヨーク・タイムズ』のコラムニストのニコラス・クリストフと共にチャドのゴズベイダを訪れた。
2010年1月、『Hope for Haiti Now』を開催し、ハイチ地震被災者への寄付を募った。
2012年3月、クルーニーはダスティン・ランス・ブラック脚本による同性結婚を禁止した条例を巡る裁判劇『'8'』にマーティン・シーン、ブラッド・ピットらと出演した。同作はAmerican Foundation for Equal Rightsの資金集めのためにWilshire Ebell Theatreで限定上演され、またYouTubeでも放送された。2012年9月、クルーニーはGLSEN（ゲイ・レズビアン・ストレートのための教育ネットワーク）への寄付金確保のため、自身と食事する権利をオークションにかけた。

### ダルフール問題への取り組み
クルーニーはダルフール紛争解決を主張している。
クルーニーはワシントンD.C.で行われた2006年のセーブ・ダルフール・コアリションで公演した。同年4月。ダルフール難民の現状を捉えたテレビスペシャル『A Journey to Darfur』の製作のためにクルーニーは父と共にチャドとスーダンで10日間過ごした。このドキュメンタリーはアメリカ合衆国のケールブルテレビの他、イギリスやフランスでも放送された。2008年にはDVDが発売され、売上はInternational Rescue Committeeに寄付された。同年9月、彼は紛争の解決策を見つけ、ダルフールの人々を救済するためにノーベル平和賞受賞者のエリ・ヴィーゼルと共に国連安全保障理事会を訪れた。12月、クルーニーはドン・チードルらと共にエジプトと中国を訪れ、両政府にスーダンへの圧力を求めた。

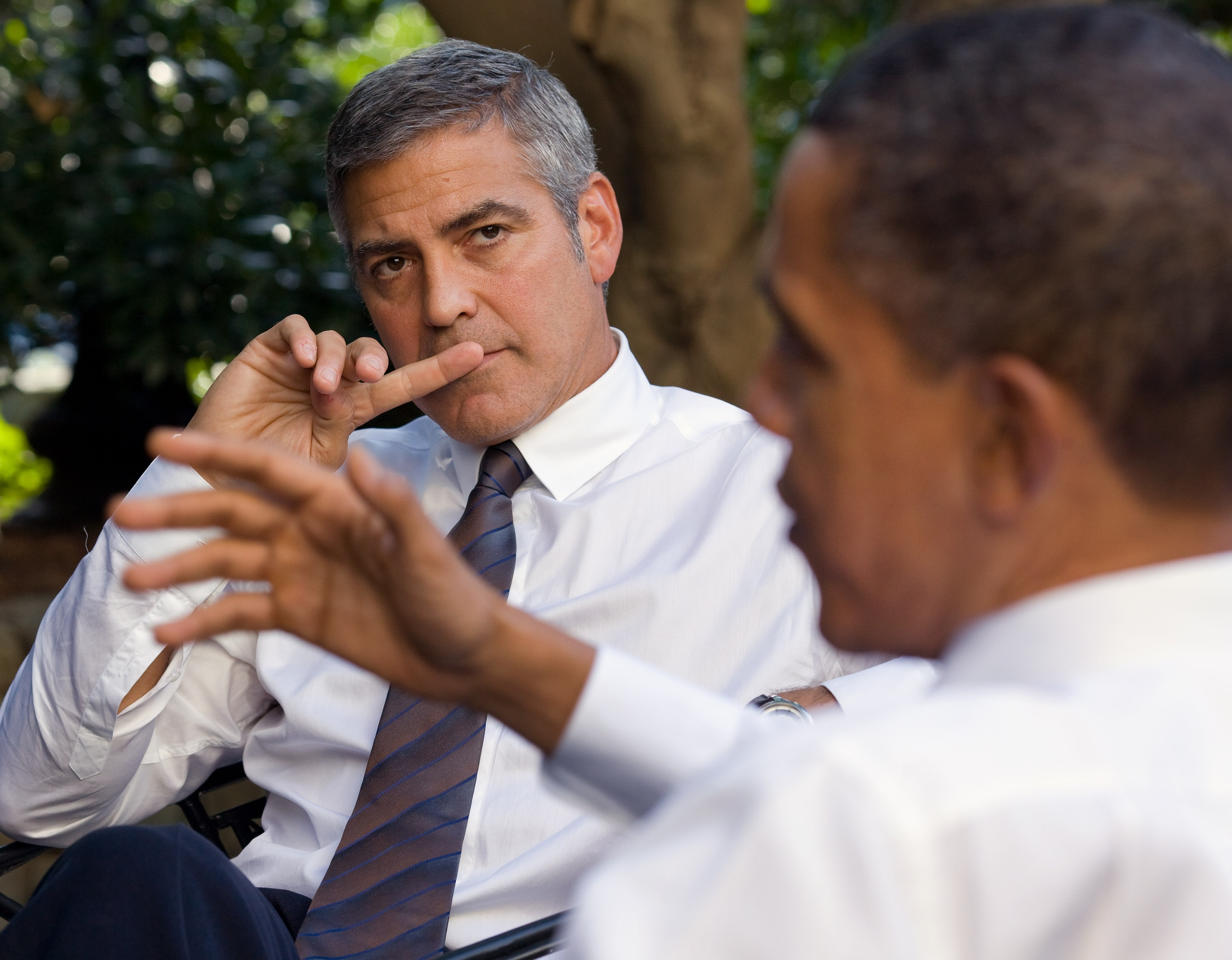
ホワイトハウスでバラク・オバマ大統領とスーダンについて会談するクルーニー（2010年10月）。

2007年3月25日、クルーニーはドイツのアンゲラ・メルケル首相に対し公開書簡を送り、欧州連合がスーダン大統領のオマル・アル＝バシールに「断固たる行動」を取るように求めた。彼は2007年のドキュメンタリー『Sand and Sorrow』でナレーションと共同製作総指揮を務めた。また2007年11月公開のドキュメンタリー映画『Darfur Now』に出演し、ダルフール危機を止めるように世界中の人々に訴えた。2007年12月、クルーニーとドン・チードルはローマで開催されたサミットで平和賞を受賞した。2008年1月18日、国連はクルーニーを同月31日より平和大使に任命することを発表した。
2010年10月に南スーダンへ渡った後、イナフ・プロジェクトの共同設立者でNot On Our Watch Projectの戦略アドバイザーでもある人権活動家のジョン・プレンダーガストと共に衛星見張り番プロジェクト（SSP）を立ち上げた。SSPはスーダンと南スーダンで新たな内戦の兆候がないか武装組織を監視する。クルーニーとプレンダーガストは2011年5月の『ワシントン・ポスト』で「スーダンで独裁者と踊る」（Dancing with a dictator in Sudan）という記事を共同執筆した。
2012年3月16日、ワシントンD.C.のスーダン大使館前で市民的不服従活動を行い、その際立ち入り禁止区域内に立ち入ったという警官の警告を無視したために拘束され、罰金として100ドルの支払いを余儀なくされた。クルーニーは抗議活動を計画する際に逮捕されることを計算に入れていた。抗議活動にはマーティン・ルーサー・キング三世など多くの著名人が参加していた。

## 私生活

### 交友関係

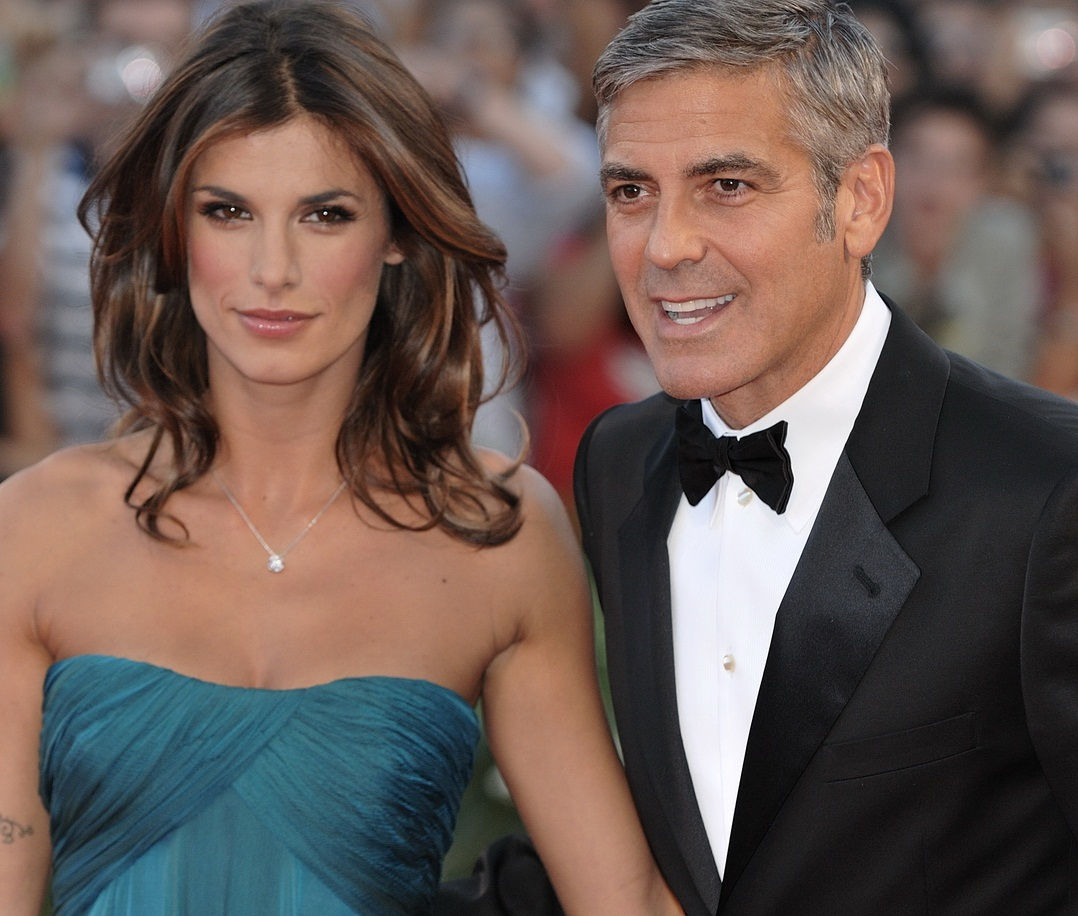
第66回ヴェネツィア国際映画祭でのクルーニーとエリザベッタ・カナリス（2009年）。

1989年にタリア・バルサムと結婚するが、1993年に離婚した。クルーニーはもう今後また結婚することはないだろうと語っていた。2000年にMartiniの広告の仕事でリサ・スノードンと出会い、以後5年間交際と破局を繰り返した。2007年7月にはリアリティ番組のパーソナリティのサラ・ラーソンとの交際が始まったが、2008年5月に破局した。2009年7月から2011年6月まではイタリア人タレントのエリザベッタ・カナリスと交際していた。2011年7月からは元WWEディーヴァのステイシー・キーブラーと交際。2013年秋からは、1978年生まれのレバノン系イギリス人で弁護士・人権活動家のアマル・アラムディンと交際。2014年9月27日に結婚し、イタリア・ベネチアで挙式が行われた。
他に女優のケリー・プレストン（1987年 - 1989年）、レネー・ゼルウィガー（2001年）、クリスタ・アレン（2002年 - 2008年）、フランスのテレビパーソナリティのセリーヌ・バリトラン（1996年 - 1999年）との交際が報じられていた。
数々の女性遍歴が報じられたにもかかわらず、メディアからしばしば同性愛者疑惑が取り沙汰されてきた。これに関して『アドボケート』誌のインタビューで「おもしろいよ。でも、『そんなのはウソだ!』と僕が大騒ぎをして否定をすることはない。そんなことをしたらゲイの友人たちに申し訳ないからね。ゲイであることが悪いという態度を取ることは絶対にない」と語った。
『スリー・キングス』に主演した際に、監督のデヴィッド・O・ラッセルと口論となり絶交状態にある。

### 子供
2017年6月にロンドンで妻のアマル・クルーニーが1男1女の双子の赤ちゃんを出産した。夫妻にとって初の子供となる。

### 自宅
クルーニーの本宅はロサンゼルスにある。1995年に7,354平方フィート (683.2 m2)の家を購入した。イタリアのコモ湖のラーリオの村に別宅を所有しており、その近所には作家のエイダ・ネグリの旧家がある。また2014年に結婚を機に、ロンドンで弁護士として活動している妻のアマルの為に、ロンドンから電車で一時間ほどの位置にあるイギリスのバークシャー州の田園地帯に500万ポンド(8億6500万円)の豪邸をプレゼントしており、ジョージもイギリスで生活するときの拠点にしている。2017年6月に双子が誕生したが、子育てはこのイギリスの自宅で行いたいと語っている。
2017年7月にロンドンの安全上の理由のためロサンゼルスへ引っ越すことを表明した。

### 交通事故
2007年9月21日、クルーニーと当時の交際相手のサラ・ラーソンはニュージャージー州ウィホーケンでバイクの運転中に車にはねられ、負傷した。クルーニーはあばら骨を1本を、ラーソンは足を折った。同年10月9日、治療を受けた病院にてクルーニーのカルテを無断で見た医師など約40人が停職になった。

### ペット
クルーニーはマックスと名づけた黒い豚（ポットベリー・ピッグ）を飼っていた。クルーニーは1994年のノースリッジ地震が起こる前にマックスが目覚めたことで命を救われたと度々語っている。マックスはもともと1988年に当時の恋人のケリー・プレストンへ贈るためにクルーニーが購入した。2001年にマックスは友人の運転する車に轢かれ、重傷を負った。マックスは2006年に18年連れ添った末に死んだ。
クルーニーは他にバドとルーという2匹のブルドッグを飼っていた。

## メディアでの登場

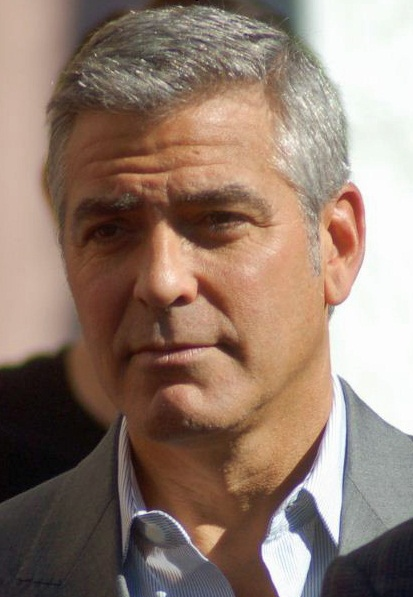
2012年1月

『ピープル』誌による「最もセクシーな男性」には1997年と2006年の2度選ばれている。アメリカ合衆国以外ではFiat、ネスプレッソ、Martini vermouthのコマーシャルに出演している。2005年からはバドワイザーの広告で声の出演を果たしている。2005年には『TV Guide』の「歴代最高のセクシースター50人」で1位となった。『タイム』による「世界で最も影響のある100人」には2007年、2008年、2009年に選ばれた。
テレビアニメ『サウスパーク』の作者であるマット・ストーンとトレイ・パーカーによる人形劇映画『チーム★アメリカ/ワールドポリス』では、他のスター達と一緒にクルーニーの首が切断された。クルーニーは後に、彼らは友人であり、映画の中で自分をからかってくれていなかったならば、怒っただろうと述べた。また『サウスパーク』のエピソード「Smug Alert!」（2006年）では、第78回アカデミー賞授賞式でのクルーニーのスピーチが嘲笑された。クルーニーは以前に同番組のエピソード「愛犬スパーキーのおホモだち」や映画版『サウスパーク/無修正映画版』で声の出演を果たしていた。

## その他、エピソード
2010年9月、アメリカの経済誌『フォーブス』は「ハリウッド俳優の年収ランキング」を公表した。ジョージ・クルーニーの年収は1900万ドル（約19億円）であり、世界10位にランクインした。

## フィルモグラフィ

### 映画
| 年         | 題名                                                                 | 役名                               | 備考 | 吹き替え                                      |
| ---------- | -------------------------------------------------------------------- | ---------------------------------- | --- | --------------------------------------------- |
| 1983       | Grizzly II: Revenge                                                  | ロン                               | | N/A                                           |
| 1986       | コンバット・アカデミー/笑激作戦! Combat High                         | ビフ                               | テレビ映画 |                                               |
| 1987       | ハイスクールはゾンビテリア Return To Horror High                     | オリヴァー                         | 日本劇場未公開 |                                               |
| 1988       | リターン・オブ・ザ・キラー・トマト Return of the Killer Tomatoes!    | マット                             | 日本劇場未公開 |                                               |
| 1989       | トゥルー・ブルー Red Surf                                            | Remar                              | ビデオ映画 |                                               |
| 1990, 1992 | ライダー・コップ Sunset Beat                                         | Chic Chesbro                       | テレビ映画 |                                               |
| 1993       | テロリスト・タワー Without Warning: Terror In The Tow                | ケヴィン                           | テレビ映画 |                                               |
| 1993       | ハーヴェスト The Harvest                                             | Lip Syncing Transvestite           | |                                               |
| 1996       | フロム・ダスク・ティル・ドーン From Dusk Till Dawn                   | セス・ゲッコー                     | 野沢那智（ソフト版） 加瀬康之（VOD版） |                                               |
| 1997       | バットマン & ロビン Mr.フリーズの逆襲 Batman & Robin                 | バットマン / ブルース・ウェイン    | ゴールデンラズベリー賞最低スクリーンカップル賞ノミネート | 竹中直人（ソフト版） 小山力也（テレビ朝日版） |
| 1997       | 素晴らしき日 One Fine Day                                            | ジャック・テイラー                 | | 山寺宏一（ソフト版） 小山力也（テレビ朝日版） |
| 1998       | ピースメーカー The Peacemaker                                        | トーマス・デヴォー                 | 小山力也（ソフト版、TBS版） |                                               |
| 1998       | アウト・オブ・サイト Out of Sight                                    | ジャック・フォーリー               | 小山力也（ソフト版、日本テレビ版） |                                               |
| 1999       | シン・レッド・ライン The Thin Red Line                               | ボッシュ大尉                       | 石塚運昇 |                                               |
| 1999       | サウスパーク/無修正映画版 South Park: Bigger Longer & Uncut          | ゴーシュ医師                       | 声の出演 | 小山力也                                      |
| 2000       | スリー・キングス Three Kings                                         | アーチー・ゲイツ                   | | 小山力也（ソフト版、フジテレビ版）            |
| 2000       | パーフェクト ストーム The Perfect Storm                              | ビリー・タイン                     | 小山力也 |                                               |
| 2000       | FAIL SAFE 未知への飛行 Fail Safe                                     | ジャック・グレイディ中佐           | 小山力也 | テレビ映画 兼製作総指揮                       |
| 2000       | ロック・スター Rock Star                                             | N/A                                | 製作総指揮 | N/A                                           |
| 2001       | オー・ブラザー! O Brother, Where Art Thou?                           | ユリシーズ・エヴェレット・マッギル | ゴールデングローブ賞 主演男優賞 (ミュージカル・コメディ部門)受賞 | 小山力也                                      |
| 2001       | スパイキッズ Spy Kids                                                | デブリン                           | | 小山力也（ソフト版） 石塚運昇（機内上映版）   |
| 2002       | オーシャンズ11 Ocean's Eleven                                        | ダニー・オーシャン                 | | 小山力也（ソフト版） 磯部勉（フジテレビ版）   |
| 2002       | インソムニア Insomnia                                                | N/A                                | 製作総指揮 | N/A                                           |
| 2002       | エデンより彼方に Far from Heaven                                     | N/A                                | 製作総指揮 | N/A                                           |
| 2003       | ソラリス Solaris                                                     | クリス・ケルヴィン                 | | 山寺宏一                                      |
| 2003       | ウェルカム・トゥ・コリンウッド Welcome to Collinwood                 | ジャージー                         | 兼製作・製作総指揮 | 小山力也                                      |
| 2003       | コンフェッション Confessions of a Dangerous Mind                     | ジム・バード                       | 兼監督 | 小山力也                                      |
| 2003       | スパイキッズ3-D:ゲームオーバー Spy Kids 3-D: Game Over               | デブリン                           | | 小山力也                                      |
| 2004       | ディボース・ショウ Intolerable Cruelty                               | マイルズ・マッシー                 | | 小山力也                                      |
| 2004       | クリミナル Criminal                                                  | N/A                                | 製作 | N/A                                           |
| 2005       | オーシャンズ12 Ocean's Twelve                                        | ダニー・オーシャン                 | 兼製作総指揮 | 小山力也（ソフト版） 磯部勉（日本テレビ版）   |
| 2005       | シリアナ Syriana                                                     | ボブ・バーンズ                     | 兼製作総指揮 アカデミー助演男優賞受賞 ゴールデングローブ賞 助演男優賞受賞 | 小山力也                                      |
| 2005       | グッドナイト&グッドラック Good Night, and Good Luck.                 | フレッド・フレンドリー             | 兼監督・脚本 アカデミー監督賞ノミネート アカデミー脚本賞ノミネート ゴールデングローブ賞 監督賞ノミネート ゴールデングローブ賞 脚本賞ノミネート ヴェネツィア国際映画祭 脚本賞受賞 | 小山力也                                      |
| 2005       | さらば、ベルリン The Good German                                     | ジェイク・ゲイスメール             | |                                               |
| 2005       | ジャケット The Jacket                                                | N/A                                | 製作 | N/A                                           |
| 2005       | 迷い婚 -全ての迷える女性たちへ- Rumor Has It...                      | N/A                                | 製作総指揮 | N/A                                           |
| 2006       | スキャナー・ダークリー A Scanner Darkly                              | N/A                                | 製作総指揮 | N/A                                           |
| 2007       | オーシャンズ13 Ocean's Thirteen                                      | ダニー・オーシャン                 | 製作総指揮 | 小山力也（ソフト版） 磯部勉（フジテレビ版）   |
| 2007       | フィクサー Michael Clayton                                           | マイケル・クレイトン               | 兼製作総指揮 アカデミー主演男優賞ノミネート | 小山力也                                      |
| 2007       | デス・ロード 染血 Wind Chill                                         | N/A                                | 製作総指揮 | N/A                                           |
| 2008       | かけひきは、恋のはじまり Leatherheads                                | ドッジ・コネリー                   | 兼監督・製作 | 小山力也                                      |
| 2008       | バーン・アフター・リーディング Burn After Reading                    | ハリー・ファラー                   | | 小山力也                                      |
| 2009       | ファンタスティック Mr.FOX Fantastic Mr. Fox                          | Mr.FOX                             | 声の出演 | 寺杣昌紀                                      |
| 2009       | ヤギと男と男と壁と The Men Who Stare At Goats                        | リン・キャシディ                   | 兼製作 | 小山力也                                      |
| 2009       | マイレージ、マイライフ Up in the Air                                 | ライアン・ビンガム                 | アカデミー主演男優賞ノミネート | 小山力也                                      |
| 2009       | インフォーマント! The Informant!                                     | N/A                                | 製作総指揮 | N/A                                           |
| 2010       | ラスト・ターゲット The American                                      | ジャック / エドワード              | 兼製作 | 小山力也                                      |
| 2011       | スーパー・チューズデー 〜正義を売った日〜 The Ides of March          | マイク・モリス                     | 兼監督・製作・脚本 アカデミー脚色賞ノミネート | 小山力也                                      |
| 2011       | ファミリー・ツリー The Descendants                                   | マット・キング                     | アカデミー主演男優賞ノミネート ゴールデングローブ賞 主演男優賞 (ドラマ部門)受賞                                                                                                  | 磯部勉                                        |
| 2012       | アルゴ Argo                                                          | N/A                                | 製作 アカデミー作品賞受賞 | N/A                                           |
| 2013       | ゼロ・グラビティ Gravity                                             | マット・コワルスキー               | | 小山力也                                      |
| 2014       | ミケランジェロ・プロジェクト Monuments Men                           | ジョージ・L・スタウト              | 兼監督・製作・脚本 | 郷田ほづみ                                    |
| 2015       | トゥモローランド Tomorrowland                                        | フランク・ウォーカー               | | 磯部勉                                        |
| 2016       | マネーモンスター Money Monster                                       | リー・ゲイツ                       | 兼製作 | 小山力也                                      |
| 2016       | ヘイル、シーザー! Hail, Caesar!                                      | ベアード・ウィットロック           | [ 117 ] | 小山力也                                      |
| 2017       | サバービコン 仮面を被った街 Suburbicon                               | N/A                                | 監督・脚本・製作 | N/A                                           |
| 2018       | オーシャンズ8 Ocean's Eight                                          | N/A                                | 製作 | N/A                                           |
| 2020       | ミッドナイト・スカイ The Midnight Sky                                | オーガスティン                     | 兼監督・製作 | 小山力也                                      |
| 2021       | 僕を育ててくれたテンダー・バー The Tender Bar                        | N/A                                | 監督・製作 | N/A                                           |
| 2022       | チケット・トゥ・パラダイス Ticket to Paradise                        | デヴィッド                         | 兼製作 | 小山力也                                      |
| 2023       | ザ・フラッシュ The Flash                                             | ブルース・ウェイン                 | クレジットなし | 小山力也                                      |
| 2023       | ボーイズ・イン・ザ・ボート 〜若者たちが託した夢 The Boys in the Boat | N/A                                | 監督・制作 日本劇場未公開 | N/A                                           |
| 2024       | ブルー きみは大丈夫 IF                                               | スペースマン                       | 声の出演 | 小山力也                                      |
| 2024       | ウルフズ Wolfs                                                       | フィクサー                         | Appleオリジナル映画 | 小山力也                                      |
| 2025       | ジェイ・ケリー Jay Kelly                                             | ジェイ・ケリー                     | Netflixオリジナル映画 |                                               |
| TBA        | Untitled Noah Baumbach film                                          |                                    | 撮影中 |                                               |

### テレビシリーズ
| 放送年          | 題名                                                | 役名                 | 備考 | 吹き替え                     |
| --------------- | --------------------------------------------------- | -------------------- | --- | ---------------------------- |
| 1985            | 驚異のスーパー・バイク ストリートホーク Street Hawk | ケヴィン・スターク   | 第1シーズン第2話「A Second Self」                                                                                        |                              |
| 1987            | ジェシカおばさんの事件簿 Murder, She Wrote          | キップ・ハワード     | 第3シーズン第18話「ショーマンは悲しからずや」                                                                            | 大塚芳忠                     |
| 1994-2000, 2009 | ER緊急救命室 ER                                     | ダグラス・ロス       | 計109話出演 第1-5シーズンまでレギュラー出演 第6シーズン第21話「決意の日」（カメオ出演） 第15シーズン第19話「あの時再び」 | 小山力也 TBA（パイロット版） |
| 1994            | フレンズ Friends                                    | Dr. Michael Mitchell | 第1シーズン第17話「ERドクター登場」                                                                                      | 小山力也                     |
| 1997            | サウスパーク South Park                             | スパーキー           | 声の出演 第1シーズン第4話「愛犬スパーキーのおホモだち」                                                                  |                              |
| 2025            | ザ・エージェンシー The Agency                       | N/A                  | 製作 Paramount+オリジナルドラマ                                                                                          | N/A                          |

### コマーシャル
- パイオニア パーソナル無線機・フライングパーティー （1983年 日本）
- ダイハツ・シャレード（1986年 日本）
- トヨタ・マークII（2000年‐2002年 日本）
- ホンダ・オデッセイ（2008年10月- 日本）
- ネスプレッソ（2010年11月15日-　日本）
- 麒麟麦酒 淡麗グリーンラベル（2014年2月28日- 日本）

## 受賞とノミネート
| 賞                     | 年     | 部門                                         | 作品                                          | 結果       |
| ---------------------- | ------ | -------------------------------------------- | --------------------------------------------- | ---------- |
| アカデミー賞           | 2005   | 助演男優賞                                   | 『シリアナ』                                  | 受賞       |
| アカデミー賞           | 2005   | 監督賞                                       | 『グッドナイト&グッドラック』                 | ノミネート |
| アカデミー賞           | 2005   | 脚本賞                                       | 『グッドナイト&グッドラック』                 | ノミネート |
| アカデミー賞           | 2007   | 主演男優賞                                   | 『フィクサー』                                | ノミネート |
| アカデミー賞           | 2009   | 主演男優賞                                   | 『マイレージ、マイライフ』                    | ノミネート |
| アカデミー賞           | 2011   | 主演男優賞                                   | 『ファミリー・ツリー』                        | ノミネート |
| アカデミー賞           | 2011   | 脚色賞                                       | 『スーパー・チューズデー 〜正義を売った日〜』 | ノミネート |
| アカデミー賞           | 2012   | 作品賞                                       | 『アルゴ』                                    | 受賞       |
| ゴールデングローブ賞   | 1995年 | テレビ主演男優賞（ドラマ部門）               | 『ER緊急救命室』                              | ノミネート |
| ゴールデングローブ賞   | 1996年 | テレビ主演男優賞（ドラマ部門）               | 『ER緊急救命室』                              | ノミネート |
| ゴールデングローブ賞   | 1997年 | テレビ主演男優賞（ドラマ部門）               | 『ER緊急救命室』                              | ノミネート |
| ゴールデングローブ賞   | 2000年 | 映画主演男優賞（ミュージカル・コメディ部門） | 『オー・ブラザー!』                           | 受賞       |
| ゴールデングローブ賞   | 2005年 | 映画助演男優賞                               | 『シリアナ』                                  | 受賞       |
| ゴールデングローブ賞   | 2005年 | 監督賞                                       | 『グッドナイト&グッドラック』                 | ノミネート |
| ゴールデングローブ賞   | 2005年 | 脚本賞                                       | 『グッドナイト&グッドラック』                 | ノミネート |
| ゴールデングローブ賞   | 2007年 | 映画主演男優賞（ドラマ部門）                 | 『フィクサー』                                | ノミネート |
| ゴールデングローブ賞   | 2009年 | 映画主演男優賞（ドラマ部門）                 | 『マイレージ、マイライフ』                    | ノミネート |
| ゴールデングローブ賞   | 2011年 | 映画主演男優賞（ドラマ部門）                 | 『ファミリー・ツリー』                        | 受賞       |
| ゴールデングローブ賞   | 2011年 | 監督賞                                       | 『スーパー・チューズデー 〜正義を売った日〜』 | ノミネート |
| ゴールデングローブ賞   | 2011年 | 脚本賞                                       | 『スーパー・チューズデー 〜正義を売った日〜』 | ノミネート |
| 英国アカデミー賞       | 2005年 | 監督賞                                       | 『グッドナイト&グッドラック』                 | ノミネート |
| 英国アカデミー賞       | 2005年 | オリジナル脚本賞                             | 『グッドナイト&グッドラック』                 | ノミネート |
| 英国アカデミー賞       | 2005年 | 助演男優賞                                   | 『グッドナイト&グッドラック』                 | ノミネート |
| 英国アカデミー賞       | 2005年 | 助演男優賞                                   | 『シリアナ』                                  | ノミネート |
| 英国アカデミー賞       | 2007年 | 主演男優賞                                   | 『フィクサー』                                | ノミネート |
| 英国アカデミー賞       | 2009年 | 主演男優賞                                   | 『マイレージ、マイライフ』                    | ノミネート |
| 英国アカデミー賞       | 2011年 | 主演男優賞                                   | 『ファミリー・ツリー』                        | ノミネート |
| 英国アカデミー賞       | 2011年 | 脚色賞                                       | 『スーパー・チューズデー 〜正義を売った日〜』 | ノミネート |
| 英国アカデミー賞       | 2012年 | 作品賞                                       | 『アルゴ』                                    | 受賞       |
| ヴェネツィア国際映画祭 | 2005年 | 脚本賞                                       | 『グッドナイト&グッドラック』                 | 受賞       |
| ヴェネツィア国際映画祭 | 2005年 | 金獅子賞                                     | 『グッドナイト&グッドラック』                 | ノミネート |
| ヴェネツィア国際映画祭 | 2011年 | 金獅子賞                                     | 『スーパー・チューズデー 〜正義を売った日〜』 | ノミネート |
| ヴェネツィア国際映画祭 | 2017年 | 金獅子賞                                     | 『サバービコン 仮面を被った街』               | ノミネート |
| ベルリン国際映画祭     | 2003年 | 金熊賞                                       | 『コンフェッション』                          | ノミネート |
| MTVムービー・アワード  | 1996年 | ブレイクスルー演技賞                         | 『フロム・ダスク・ティル・ドーン』            | 受賞       |
| MTVムービー・アワード  | 1999年 | キス賞                                       | 『アウト・オブ・サイト』                      | ノミネート |
| MTVムービー・アワード  | 2001年 | チーム賞                                     | 『オー・ブラザー!』                           | ノミネート |
| MTVムービー・アワード  | 2002年 | チーム賞                                     | 『オーシャンズ11』                            | ノミネート |
| MTVムービー・アワード  | 2002年 | 衣裳賞                                       | 『オーシャンズ11』                            | ノミネート |

## 日本語吹き替え

### 専属声優（フィックス）
小山力也
『ER緊急救命室』で初担当。現在までほとんどの出演作で担当しており、クルーニーの専属（フィックス）声優として知られている。
小山にとって同作は声優としてのデビュー作にあたり、当初は一生懸命背伸びしながら演じていたと回想している。年月を経た現在は落ち着いて演じられるようになったという。クルーニーについては「素晴らしい俳優」と評して敬意を払っており、吹き替える際には、クルーニーに畏怖の念を持つ事、尊敬する事、演技を注意深く観察する事を大切にしていると語っている。また、クルーニーの魅力に共感し、その特徴を見つけ出し、一体化出来るように想像力を働かせることを意識しているとも明かした。『ファミリー・ツリー』の日本版予告編CMでは本作のクルーニーの役に扮したナレーションを行い、同作の日本版公式サイトにも小山のコメントが寄せられていたものの、本編のクルーニーの吹き替えには起用されず、後述の磯部が担当した。
小山の声優としてのアニメデビュー作となる『ポケットモンスター』47話では小山を起用して『ER緊急救命室』のパロディが行われた。

### その他の担当声優
磯部勉
『オーシャンズ11』（フジテレビ版）で初担当。同シリーズのテレビ放送版をはじめとして小山の次に多く吹き替えている。
このほかにも、山寺宏一、野沢那智、大塚芳忠、加瀬康之、石塚運昇なども声を当てている。